# جون أوستين
جون أوستين (بالإنجليزية: John Austin)‏ (و. 1790 – 1859 م) هو محامي، وفيلسوف من مملكة بريطانيا العظمى، والمملكة المتحدة لبريطانيا العظمى وأيرلندا، توفي عن عمر يناهز 69 عاماً.

## روابط خارجية
- جون أوستين على موقع الموسوعة البريطانية (الإنجليزية)